# Paramoesjir
Paramoesjir (Russisch: Парамушир, Japans: 幌筵; Paramushiro of Poromushiri) is het op een na grootste eiland (na Itoeroep) van de door Rusland bestuurde eilandenarchipel de Koerilen en is hierbinnen onderdeel van de Grote Koerilen. Het eiland is het meest bergachtige eiland van de Grote Koerilen en heeft een lengte van 120 kilometer en een breedte die varieert tussen de 19 en 22 kilometer. In het noorden van het eiland ligt Severo-Koerilsk (2592 inwoners in 2002), de noordelijkste nederzetting van de Koerilen en het bestuurlijk centrum van het district Severo-Koerilski.
Veel plaatsen op het eiland werden verwoest bij de tsunami van 1952. Bij de volkstelling van 2002 waren afgezien van Severo-Koerilsk alle plaatsen (Antsiferova, Galkino, Kamenisty, Kitovy, Majkovo, Okeanskoje, Pribrezjny, Sjechovo en Vasiljevo) onbewoond.
Op het eiland liggen een aantal vulkanen, waaronder vijf actieve:
- Ebeko (1156 meter)
- Foessa (1772 meter)
- Karpinskogo (1345 meter)
- Tatarinov (1530 meter)
- Tsjikoeratsjki (1816 meter).

Het noordelijke en zuidelijke deel van het eiland zijn het meest bergachtig, met in het centrale deel een iets geleidelijker verlopend reliëf.
De begroeiing op het eiland bestaat uit Siberische dwergden en struikachtige elzen, Lilium pilosiusculum (ondersoort van Turkse lelie), rode bosbes, dwergbraam (of poolbraam), rijsbes en kraaiheide. Er groeien ook veel paddenstoelen.
Er leven meer dan 100 Kamtsjatkaberen en veel vossen en knaagdieren, zoals hazen, hermelijnen en zeeotters (aan de kust).
Op minder dan 2 kilometer ten noorden van Paramoesjir ligt het onbewoonde eiland Sjoemsjoe, ten noordwesten het eilandje Atlasov, ten westen het eilandje Antsiferova en ten zuidwesten het eiland Charimkotan. Aan de oostzijde van het eiland bevinden zich verder veel rotseilandjes.